# Palloptera terminalis
Palloptera terminalis är en tvåvingeart som beskrevs av Friedrich Hermann Loew 1863. Palloptera terminalis ingår i släktet Palloptera och familjen prickflugor. Inga underarter finns listade i Catalogue of Life.